# Blind (banda)
Blind es una banda de rock alternativo que tuvo sus inicios en el año 2002, siendo esta la única banda de rock de Alemania además de Scorpions cuyas canciones están en inglés.

## Historia
La banda fue fundada en el año  2002 y ganó en el mismo año el premio de los GAL Rock & Pop Re. Luego el grupo fue conocido principalmente a través de conciertos y resentaciones con Nightwish, Limp Bizkit y el Guano Apes. Junto con la banda de rock medieval "In Extrem", Blind utilizó el título de "Ave María" para el CD del álbum "No mirar hacia atrás".
La banda canta en Inglés canciones en una intersección del pop, rock alternativo y el metal moderno.
El 22 de diciembre de 2007 se lanzó el primer single de la banda bajo el título "Break Away", y el 25 de enero de 2008 se lanzó al mercado el álbum "Blind". Como parte de su gira posterior, el grupo se reunió también en el festival de Bochum total, así como en el acto de apertura de Die Toten Hosen. 

## Álbum
- Blind (2008)

- The fire remains (17 Septiembre 2010)

## Singles
- Don't Think So
- Teenage Dreams
- I've Been Alone
- Time Is Running Out
- Half A Dream Away
- The Fire Remains
- Room Without A View
- Down
- Far Away
- I Wish I Could Be You
- On The Edge
- Moving On

- Break Away
- Ordinary Day
- Out Of Control

- Datos: Q884102